# 柏木正義
柏木 正義（かしわぎ まさよし、1949年2月23日 - ）は、北海道小樽市出身のアルペンスキーヤーである。1972年の札幌オリンピックに出場した。

## 人物
- 北照高等学校・芝浦工業大学卒[3]。長男はスキー選手の柏木義之、長女は元オリンピックアルペンスキー日本代表の柏木久美子。
- 1973年に新潟県の苗場で、しかも日本で初開催されたワールドカップに出場。結果は10位[4]。
- 1976年にアメリカ合衆国でプロに転向。1979年には苗場スキーアカデミーを設立。多くのオリンピック選手を輩出した[1]。

## 参照資料
1. 1 2  苗場スキーアカデミー（バックグランド）
2. ↑  “Masayoshi Kashiwagi Olympic Results”.  Sports Reference LLC. 2020年4月17日時点のオリジナルよりアーカイブ。2018年3月16日閲覧。
3. ↑  skicomp1947のブログ
4. ↑  skicomp1947のブログ